# جوزيف كوغلان
جوزيف كوغلان (بالإنجليزية: Joseph Coghlan)‏ هو ضابط أمريكي، ولد في 9 ديسمبر 1844 في فرانكفورت في الولايات المتحدة، وتوفي في 5 ديسمبر 1908 في نيو روتشيل في الولايات المتحدة.